# Andreas Mergilet

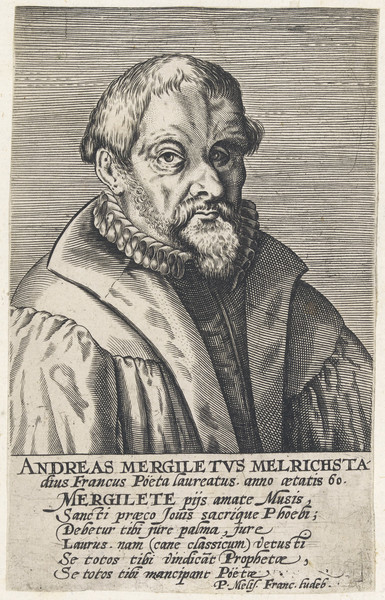
Andreas Mergilet

Andreas Mergilet (auch Andreas Mergelitus, * 17. Dezember 1539 in Mellrichstadt; † 21. März 1606 in Mühlfeld) war ein deutscher evangelisch-lutherischer Pfarrer, Lehrer und Dichter.

## Leben
Mergilet wurde wenige Tage vor seinem späteren Freund und Dichterkollegen Paul Schedius in Mellrichstadt geboren und mit diesem gemeinsam aufgezogen, zumindest werden beide in der Literatur als Milchbrüder bezeichnet. Nach dem Schulbesuch in Schleusingen (1556–1559) wirkte er zuerst als Lehrer in Mellrichstadt und studierte daraufhin in Jena Evangelische Theologie. Im Anschluss war er selbst als Lehrer in Schleusingen tätig und wurde schließlich 1565 als Pfarrer in Behringen eingesetzt, wo er bis 1568 blieb. Anschließend war er bis 1589 Pfarrer in Niederlauer, von wo er durch die Gegenreformation vertrieben wurde, so dass er von 1590 an in Mühlfeld wirkte, wo er schließlich am 21. März 1606 verstarb. Neben seinem Pfarrberuf wirkte er als Verfasser geistlicher Schriften und Dichter. 1581 wurde er von Schedius zum poeta laureatus gekrönt.
Sein Sohn war Valentin Mergilet (1577–1636), der ebenfalls als Lehrer und Pastor wirkte.

## Werke
- Tetrasticha latino-germanica ex pericopis epistolaribus & evangelicis, Schmalkalden 1589.
- Antithesis veritatis & Papismi catechetica, Schmalkalden 1603.
- Papa homo peccati, Leipzig 1607.
- Filius perditionis et adversarius, adeoque antichristus demonstratur e bibliorum sacrae scripturae singulis capitulis.